# Кругла вежа (Балла)

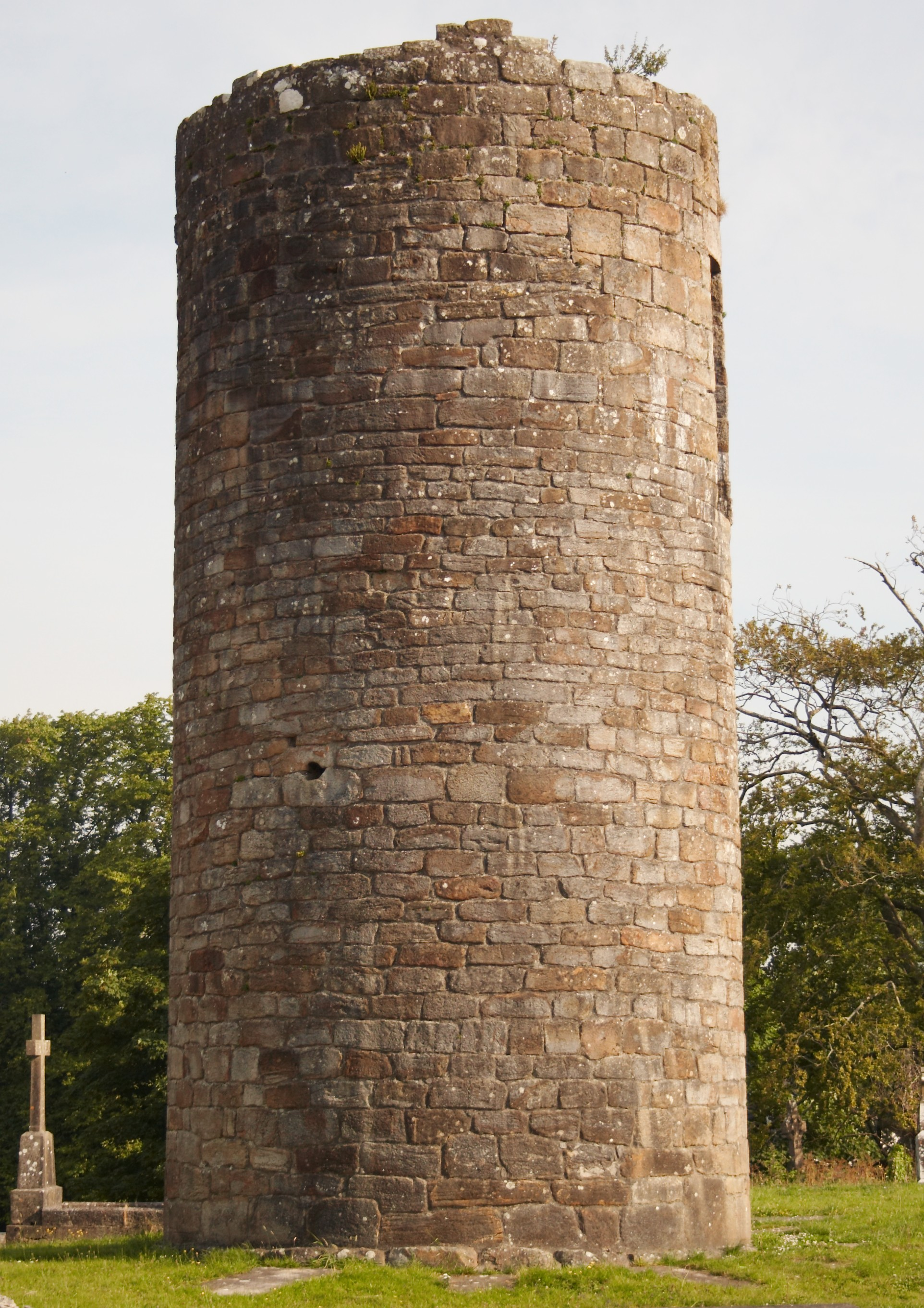
Кругла вежа Балла (руїни) з південної сторони.

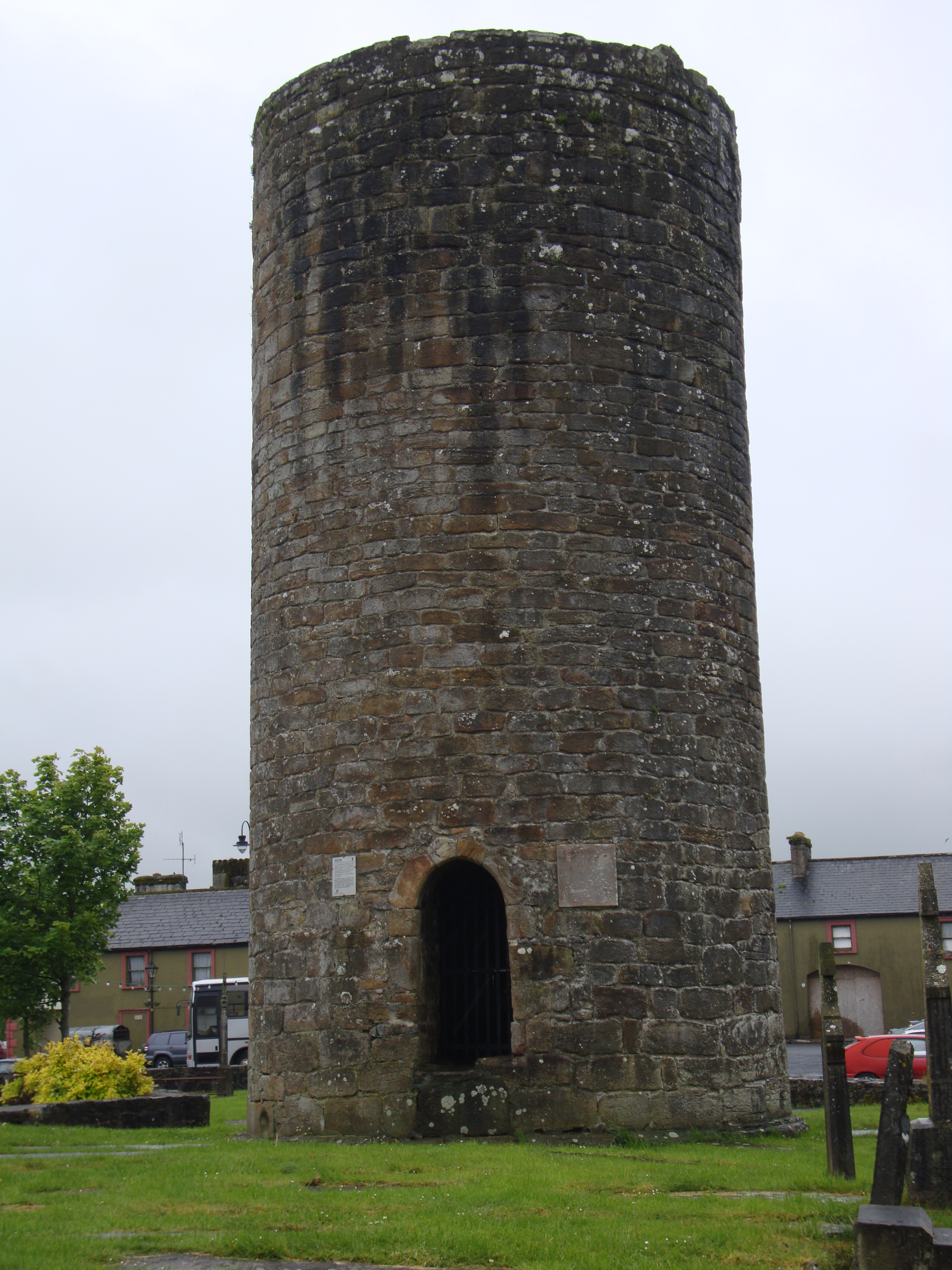
Кругла вежа Балла (руїни) з північної сторони.

Кругла вежа в Балла (англ. Balla Round Tower, ірл. Cloigtheach Bhalla) — Клойгхех Валла — одна з круглих веж Ірландії. Нині це пам'ятка історії та культури Ірландії національного значення. Вежа розташована в центрі селища Балла, що в графстві Мейо, Ірландія. Вежа розташована на захід від головної вулиці (будинок № 60) біля кладовища. Координати вежі: 53.805085°N 9.131520°W. Назва вежі і селища Балла перекладається з ірландської як «стіна». У давні часи — до VII століття селище називалось Росс Дайрбрех (ірл. Ros Dairbhreach), що в перекладі означає «висока діброва». Згідно переказів цю місцину колись відвідував Святий Патрік.  

## Історія круглої вежі Балла
Кругла вежа Балла була частиною давнього монастиря Балла,  що був заснований релігійним діячем Мо Хуа з Балли (помер 30 березня 637 року). Він відомий таж під іншими іменами — Мохуа, Кронан Мак Бекайн (ірл. Crónán mac Bécáin), Клаунус, Куан, Монкан, Монкайн. Монастир, що він заснував згодом був об'єднаний з єпархією Туам. Мо Хуа не слід плутати з його сучасником Кронаном з Роскреї (помер в 640 році). Смерть Мо Хуа згадується в «Літописі Чотирьох Майстрів». Його постать і вчинки оповиті чисельними легендами. Він був третім сином і походив від Лугайда — засновника клану Ві Луйгдех. Він був сином Даланна з Улада. Його мати — Кумна була дочкою Конамайла з Дал Буайн, що теж було в королівстві Улад. Їхня родина складалась з батьків, трьох синів і трьох дочок. Найменше шанували з них саме Мохуа, в якого волосся на голові через хворобу випадало клаптями. Його поставили пасти овець. Комгалл з Бангора випадково відвідав будинок свого батька і випадково виявив, що родина нехтує Мохуа і тоді взяв його з собою в Бангор, щоб вчити його. Там став він відомим монахом та книжником. Згідно легенди одна жінка шукала в нього заступництва перед Господом, бо ніяк не могла мати дітей. Жінка знайшла Мохуа заглибленого в молитву, залитого слізьми. Зібравши його сльози в долонях, вона випила їх і після того зцілилась від безпліддя. Завершивши навчання в Бангорі, Мохуа, зібравши своїх однодумців вирушив, рухаючись за допомогою дивовижного водяного фонтану, пройшов через селище Гел на землях клану Фір Хойс, що на підні Оріел (нині це графство Арма). Там він відвідав єпископа Габрена, потім вирушив до Фобара (що в нинішньому графстві Вестміт), де святий Фехін радісно прийняв його. Згідно легенди Мохуа дивом пробив гору, що лежала між озером Лох-Лінн та долиною Фор і, таким чином, провів до Фор воду, що була необхідна для роботи млина. Той млин спорудив Фехін, але млин припинив роботу, бо бракувало води. Потім він вирушив до Тех Телле, що поблизу нинішнього Дарроу, потім через Шеннон в королівство Коннахт, де його зустріли місцеві вожді кланів. Потім на берегах озера Лох-Сайме (нині це озеро Лох-Хаккет, що в баронстві Клер, графство Голвей) він переміг чудовисько, що в цьому озері жило. Потім він перетнув річку Роб, що в нинішньому баронстві Кеара, він прибув до Росс-Дайрбреха, де чудодійний фонтан, що супроводжував його припинив свою роботу. Затихлий фонтан тут же оточили великі камені і виник колодязь, який назвали Балла – Стіна або Тобар Муйре (ірл. Tobar Mhuire) — «чудодійний колодязь». Мохуа жив там як відлюдник. Прийшов Еохайд Міннех — вождь клану Фіахра, щоб вигнати його звідти, але не зміг, бо Мохуа зачинився в кам’яній башті. Вождь і його клан подарували йому ці землі і назвали їх «В'язниця Мохуа». Там Мохуа і заснував монастир. Досі збереглися руїни церкви та круглої вежі — закладені ще в ті часи. Мохуа висвятив трьох єпископів і виділив землі для своїх ченців. Коли в королівстві Коннах спалахнула епідемія чуми — так звана Жовта Чума Мохуа винайшов і зробив багато ліків від чуми і вилікував багато людей. У наслідок цього його єпископський посох став жовтого кольору і став називатися Бахал Буйде (ірл. Bachall Buidhe) — жовтий посох. Серед язичників, що жили в тих краях були дві жінки-воїни Бі та Літбен. Вони жили біля ущелини і переправляли мандрівників через ущелину у велетенському кошику. Мохуа навернув їх до християнства. Потім своїм дивовижним посохом він створив дорогу, що з’єднує острів Ініс Амальгайд (нині Інішлі), що на озері Лох-Конн з великим суходолом. Згідно книги «Лебар Брекк» він «привіз мішки води з Уладу». Судячи по всьому мова йде про його інженерний талант по спорудженню гідротехнічних споруд, що перетворилось в легенди. Монастир Балла він заснував у віці 35 років і працював в монастирі ще 31 рік. Якщо ці перекази вірні, то час життя Мохуа (571 – 637). 
Час спорудження круглої вежі не вияснений до кінця — можливо, що ця кругла вежа не один раз перебудовувалась. Ліпнина на нижніх косяках вежі датується ХІІ століттям. До ХІХ століття включно вежа використовувалась як дзвіниця. Вежа побудована з дикого каменю — з червоного та бурого пісковика. Збереглися тільки три нижніх поверхи. Є два дверні прорізи — один на сході на висоті 6,5 м і арочний, звернений на північ. Є лише одне вікно на півдні вежі. На перемичці східних дверей використано стару кам’яну хрестоподібну плиту, а в основу вбудовано два великих камені.      